# ポンペイ最後の日 (1950年の映画)
『ポンペイ最後の日』（ポンペイさいごのひ、仏: Les Derniers Jours de Pompéi、伊: Gli ultimi giorni di Pompei）は、1950年に公開されたフランスとイタリアの映画。エドワード・ブルワー＝リットンによる同名小説を原作とし、ヴェスヴィオ火山の大噴火によって消滅したポンペイを舞台にした作品である。
この映画は原作の筋書きを大幅に単純化し、主要人物の名前にも多少の変更が加えられている。撮影の一部はアレーナ・ディ・ヴェローナで行われた。

## キャスト
- エレーヌ: ミシュリーヌ・プレール
- リュシアス: ジョルジュ・マルシャル（フランス語版）（吹替: 愛川欽也）
- アルバス: マルセル・エラン（フランス語版）
- クラウディウス: ジャック・カトラン（フランス語版）
- ニディア: アドリアーナ・ベネッティ（イタリア語版）
- ディオミード: カミロ・ピロット（イタリア語版）
- オリンテ: アントニオ・ピエルフェデリチ（イタリア語版）

※日本語吹替：テレビ版・初回放送1967年4月19日『テレビ名画座』

## スタッフ
- 監督: マルセル・レルビエ、パオロ・モッファ（イタリア語版）
- 製作: サルヴォ・ダンジェロ（フランス語版）
- 原作: エドワード・ブルワー＝リットン
- 脚本: マルセル・レルビエ、ジャン・ラヴィロン（フランス語版）
- 撮影: アルド・グラジアーティ、ロジェ・ユベール（フランス語版）
- 編集: ギサ・ラディッキ・レヴィ（イタリア語版）
- 音楽: ロマン・ヴラド